# ガイ・ローズ
ガイ・ローズ（Guy Orlando Rose、1867年3月3日 - 1925年11月17日）はアメリカ合衆国の印象派の画家である。

## 略歴
カリフォルニア州のサン・ガブリエル(San Gabriel)で上院議員を務めたレオナード・ローズ(Leonard John Rose)の息子に生まれた。少年時代に家族から誤って撃たれて顔を負傷し、療養中に絵を描いて過ごした。1884年に高校を卒業した後、サンフランシスコの美術学校で、ヴァージル・ウィリアムス(Virgil Williams)、ウォーレン・ローリングス(Warren E. Rollins)、エミール・カールセン(Emil Carlsen)に学んだ。美術学校では優秀な成績を収め学内のコンテストで多くの賞を受賞した。
1888年9月にパリのアカデミー・ジュリアンに入学し、バンジャマン＝コンスタン、ルフェーブル、アンリ＝リュシアン・ドゥセ、ジャン＝ポール・ローランスに学んだ。1890年から何度かサロン・ド・パリに出展した。
アメリカに帰国した後、1890年代にニューヨークにしばらく住み、雑誌社の仕事をしたが、1899年に再びフランスに渡り、妻のエテル・ローズとノルマンディーのジヴェルニーに小さな家を買った。当時ジヴェルニーには、クロード・モネの邸もあり、多くのアメリカ人芸術家も集まって活動していた。当初パリなどで活動したが、1904年から1912年の間、ジヴェルニーで製作するようになり、モネと交流し、モネに影響を受けたスタイルで描くようになった。
1913年にアメリカに戻りロードアイランドで過ごした後、1914年からロサンジェルスに定住した。太平洋岸の町カーメル・バイ・ザ・シーなどの風景を描いた。パサデナの美術学校、Stickney Memorial School of Artで、教師としても働いた。

## 作品

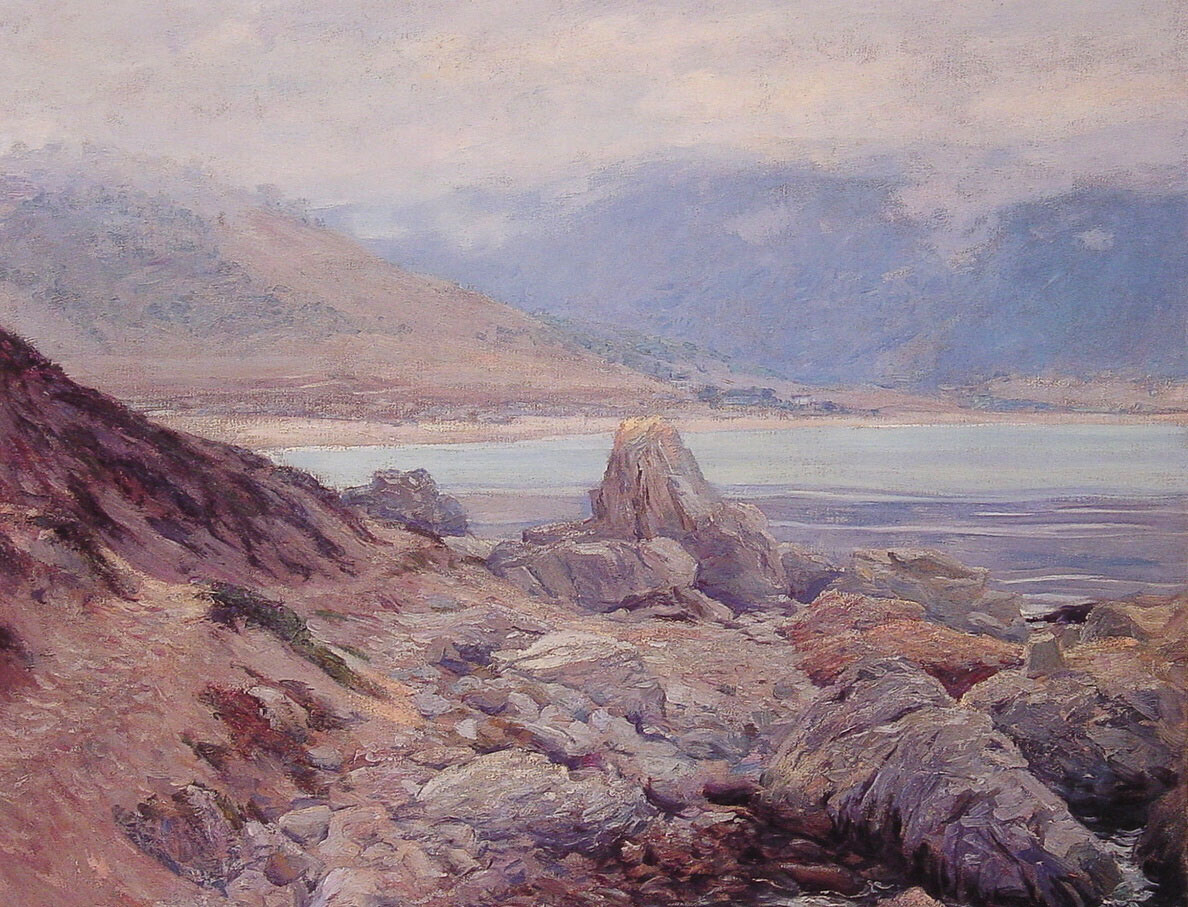
"Path along the Shore"
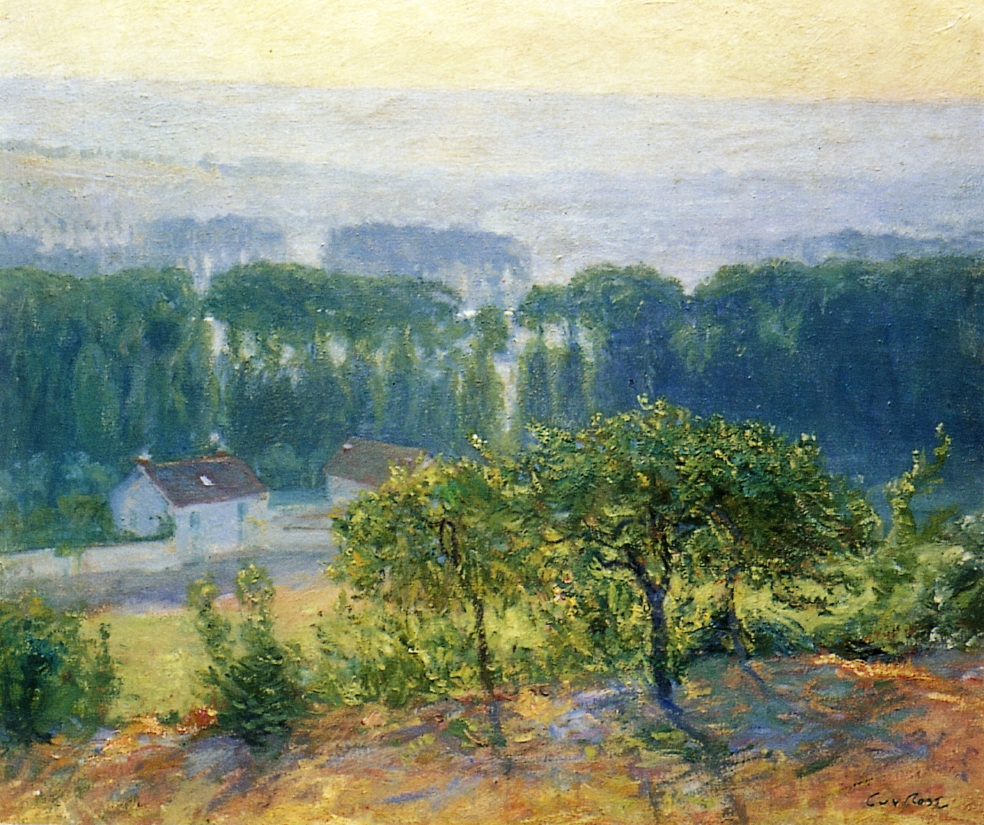
"Late Afternoon"
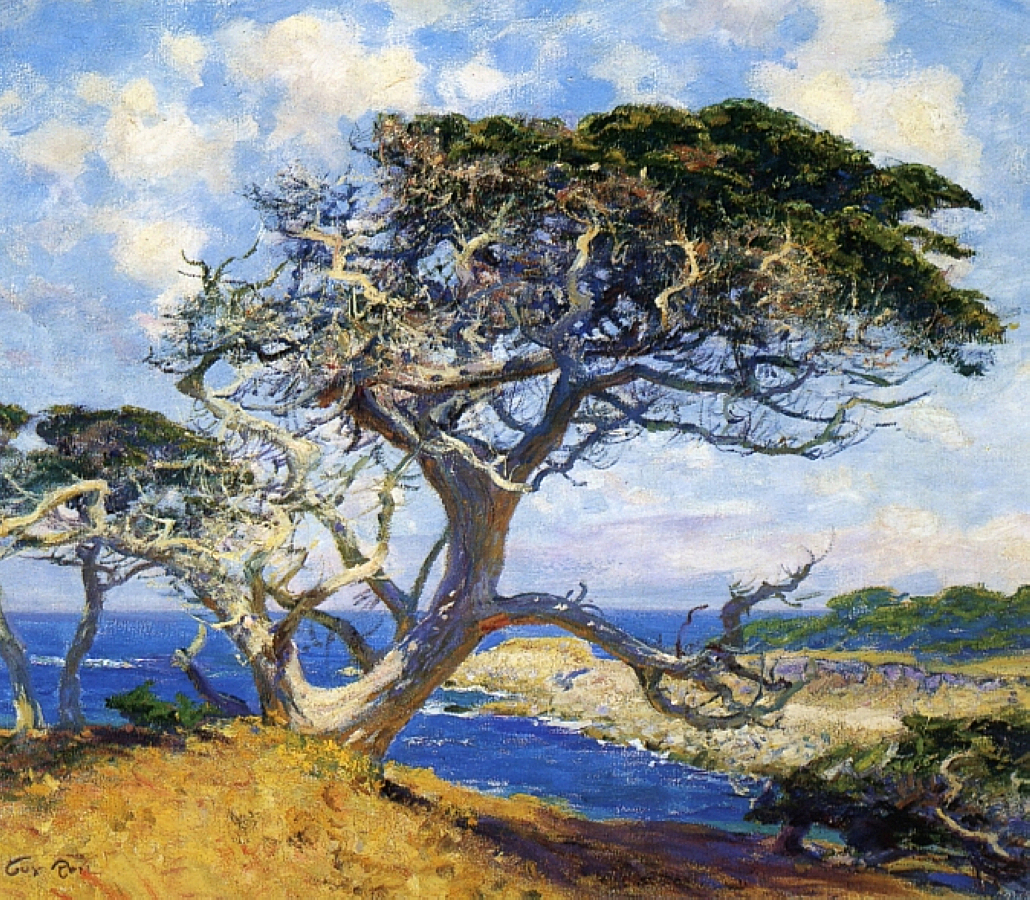
"Monterey Cypress" (c.1918)

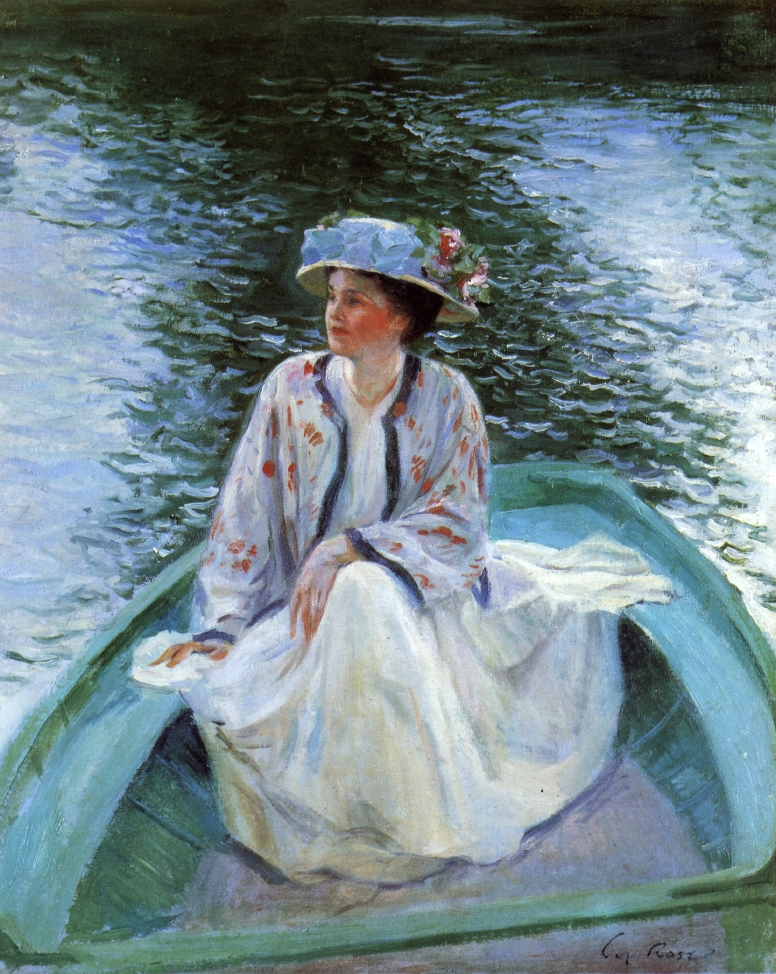
"On the River" (c.1910)
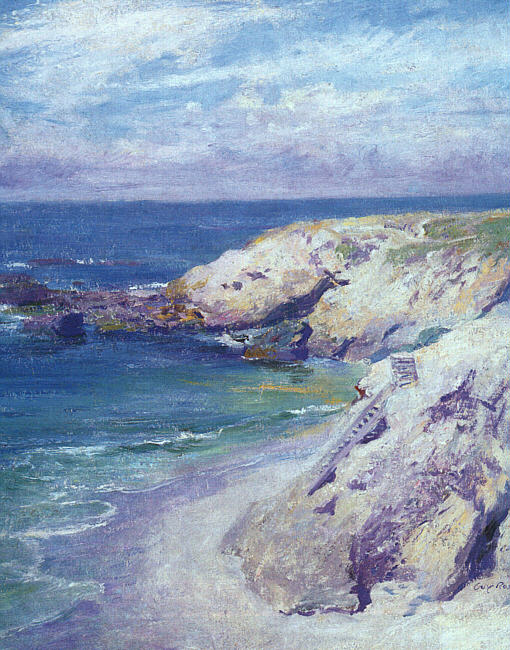
"La Jolla Cove"
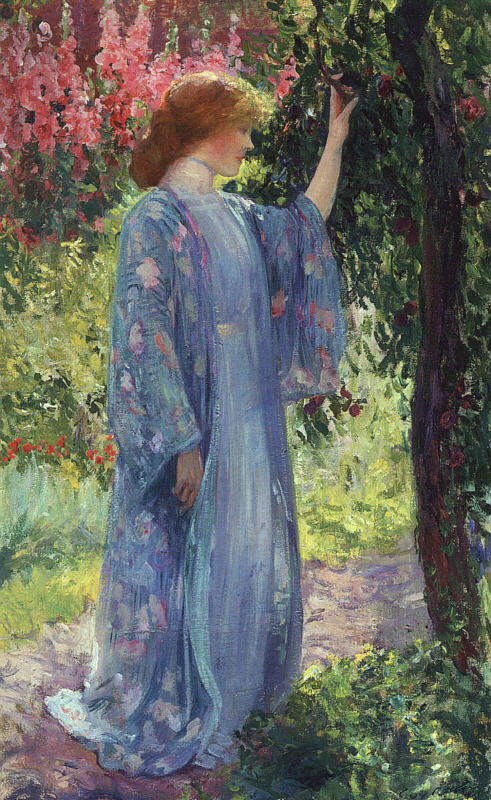
"The Blue Kimono" (1909)
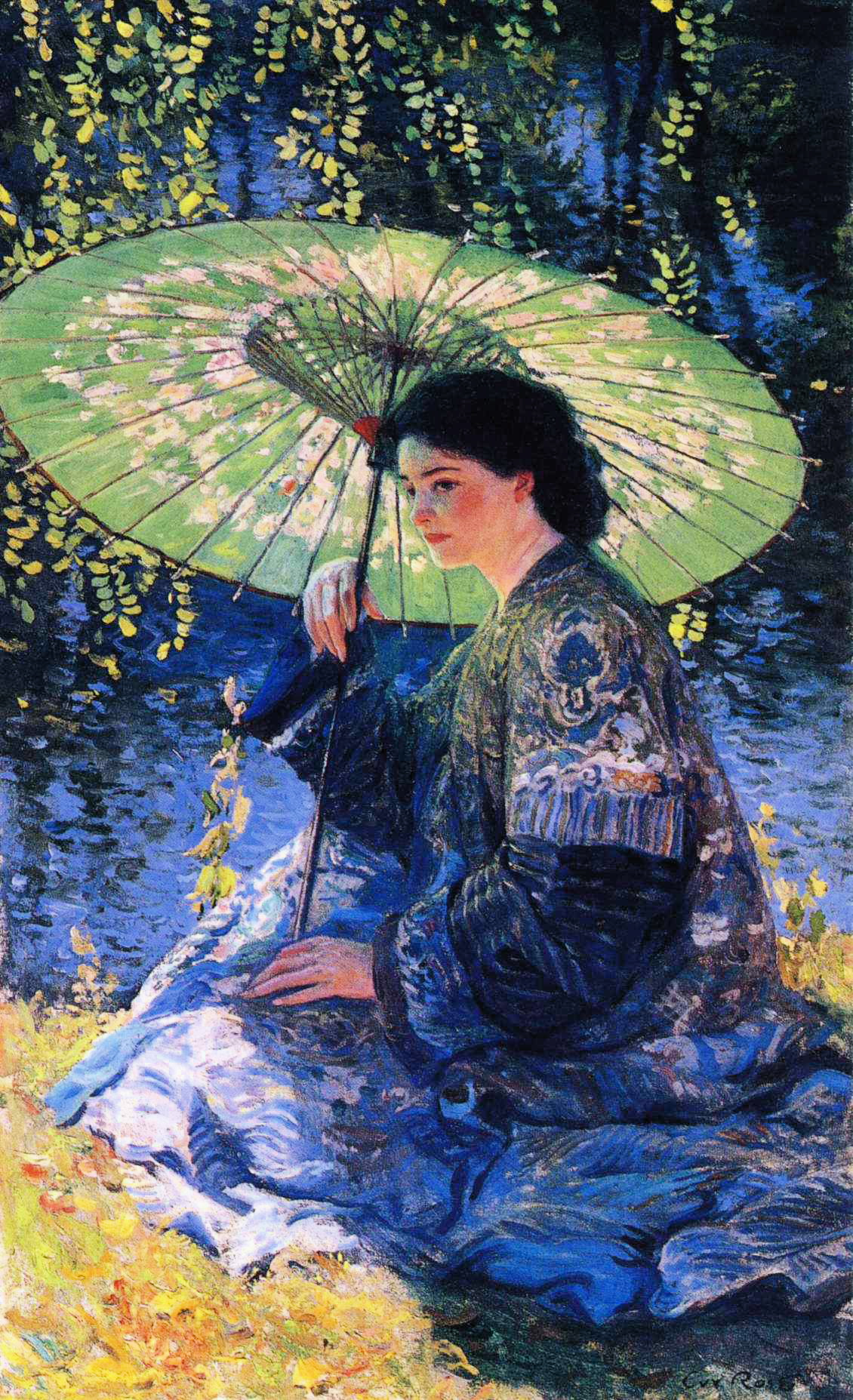
"The green parasol" (1911)